# Enterprise NCC-1701E
Trwa dyskusja nad usunięciem tego artykułu, kliknij i weź w niej udział.
U.S.S. Enterprise (NCC-1701-E) (z ang. przedsięwzięcie) – statek kosmiczny z fikcyjnego uniwersum Star Treka, występujący w filmach Star Trek: Pierwszy kontakt, Star Trek: Rebelia i Star Trek: Nemesis. Jego dowódcą jest kapitan Jean-Luc Picard.

## Historia
Konstrukcja okrętu została rozpoczęta w 2371 roku, gdy poprzedni Enterprise ciągle był w aktywnej służbie. Pierwotnie miał nosić nazwę USS Honorius, jednak po zniszczeniu Enterprise-D zadecydowano, że następny okręt noszący to imię będzie klasy Sovereign. Dowództwo okrętu objął kapitan Jean-Luc Picard. Wraz z nim na nowy okręt przeszła znaczna część starej załogi.

### Pierwszy Kontakt
Po roku lotów testowych Enterprise, na czas drugiego ataku Borg na Ziemię, został wysłany na obrzeże Romulańskiej Strefy Neutralnej, ponieważ Gwiezdna Flota obawiała się, że Romulanie mogą wykorzystać zamieszanie związane z atakiem do rozpoczęcia akcji ofensywnych oraz by usunąć Picarda z pola bitwy (jako były człon Borg mógłby zareagować w nieprzewidziany sposób na bliskość Kolektywu). Picard jednak, przy wsparciu załogi, zignorował rozkazy i skierował okręt w kierunku Ziemi, docierając tam niemal równocześnie z sześcianem Borg.
Dzięki wiedzy Picarda sześcian został zniszczony, jednak wystrzelił on przedtem mniejszą, kulistą jednostkę, która za pomocą tunelu czasoprzestrzennego dokonała podróży w czasie. Załoga Enterprise, która znalazła się w tunelu, była w stanie dostrzec zmiany w historii spowodowane przez Borg, toteż zdecydowała się przelecieć przez niego, by im zapobiec.
Po dotarciu na miejsce czyli orbitę Ziemi w roku 2063, Enterprise szybko zniszczył Kulę Borg, jednak część członów Borg zdołała przesłać się na jego pokład, gdzie przystąpiła do asymilacji okrętu. Borg planował zapobiec historycznym wydarzeniom z 2063 roku, czyli pierwszemu lotowi Ludzkości z prędkością warp statkiem Phoenix oraz tytułowemu pierwszemu kontaktowi pomiędzy Ziemianami a Wolkanami. W ten sposób obie te rasy nie utworzyłyby w przyszłości Zjednoczonej Federacji Planet i przestałyby stanowić dla Borg przeszkodę w asymilacji całego Wszechświata.
Enterprise został zasymilowany do poziomu maszynowni. Borg usiłował przebudować czaszę deflektora, by za jej pomocą wysłać wiadomość do Borg z właściwego czasu. Picard wraz z załogą zdołali temu przeszkodzić, a następnie unieszkodliwić wszystkie człony eliminując Królową Borg. Sam Enterprise powrócił do przywróconej przyszłości na moment przed Pierwszym Kontaktem.

### Rebelia
Do 2375 roku Enterprise został całkowicie wyremontowany i został wysłany na serię misji dyplomatycznych, mających na celu wzmocnienie pozycji Federacji w obliczu wojny z Dominium. Podczas jednej z misji kapitan Picard odebrał transmisję od admirała Doughterty'ego, który poinformował go, że komandor Data doznał uszkodzenia i wziął do niewoli na planecie zamieszkanej przez rasę Ba'ku połączoną grupę obserwatorów Gwiezdnej Floty i rasy zwanej Sona.
Jak się okazało Data został uszkodzony przez Sona, ponieważ odkrył dowód ich spisku z admirałem, mającym na celu relokację Ba'ku i zebranie promieniowania metafazowego z pierścieni otaczających planetę. Promieniowanie to miało właściwości odmładzające, które admirał Doughterty miał nadzieję wykorzystać dla dobra Federacji. Okazało się jednak, że Sona i Ba'ku to jedna i ta sama rasa, a zamiarem Sona była zemsta na Ba'ku i pozbawienie ich wpływu promieniowania.
Enterprise pod dowództwem komandora Rikera został wysłany poza obszar działania promieniowania, by nawiązać kontakt z Gwiezdną Flotą, natomiast Picard z grupą ochotników pozostał na planecie, by bronić Ba'ku przez wysiedleniem. Enterprise pokonał w czasie lotu dwa krążowniki Sona, odnosząc lekkie uszkodzenia oraz tracąc rdzeń warp (użyty do zamknięcia wyrwy podprzestrzennej wywołanej przez krążowniki) i jacht kapitański, którego Data użył do obrony Ba'ku.

### Nemesis
Po tym incydencie Enterprise został poddany znaczącej przebudowie, mającej na celu polepszenie jego zdolności bojowych. Dodano m.in. nowe baterie fazerów, jak również kilka zespołów wyrzutni torped krótkiego zasięgu. Tak ulepszony okręt został wysłany w 2379 roku przez Admirał Janeway w niezwykłą misję nawiązania rozmów pokojowych z nowych rządem romulańskim (poprzedni został bowiem zabity w tajemniczych okolicznościach). Na miejscu okazało się, że przywódcą Romulan jest teraz Shinzon, klon Jean-Luca Picarda, który dzięki pomocy podbitej przez Romulan rasy Reman zdołał uzyskać wsparcie romulańskiej floty i za jej przyzwoleniem wyeliminować romulański rząd. Starając się powstrzymać Shinzona przed zabiciem całej populacji Ziemi, Enterprise stoczył zaciekłą walkę z okrętem Shinzona, Scimitarem, w mgławicy Bassen, w czasie której doznał poważnych uszkodzeń.

## Układ statku
| Wybrane pokłady | Ważniejsze lokacje |
| --------------- | --- |
| 1               | mostek, pokój odpraw |
| 2               | kwatery starszych oficerów, kwatery załogi (częściowo), mesa oficerska                                                             |
| 3-9             | ambulatorium, laboratoria naukowe, kartografia gwiezdna, biura ochrony, sala transporterów, główny dok, kwatery załogi (częściowo) |
| 4               | fazery (górny rząd) |
| 5               | fazery (główny rząd) |
| 6-9             | główny rdzeń komputera |
| 10-11           | główne ładownie (przednia i rufowa), fazery                                                                                        |
| 12              | sensory, drugorzędny deflektor nawigacyjny                                                                                         |
| 13              | zbiorniki deuteru |
| 14              | sensory (dolny poziom) |
| 14-18           | centralna komora reakcji antymaterii, przewody EPS                                                                                 |
| 15-18           | mostek pomocniczy (Mostek Bojowy), czujniki głównego deflektora                                                                    |
| 16              | maszynownia, jacht kapitański |
| 17-19           | główny rdzeń komputera |

## Model okrętu
Projekt okrętu stworzył John Eaves i Herman Zimmerman, którzy również zaprojektowali jego wnętrza. Sam model Enterprise o długości 4 stóp (1,2 m), jak również model komputerowy, został zbudowany przez Industrial Light & Magic, która wykonała też wszystkie efekty specjalne w filmie.
W dwóch następnych filmach Enterprise zagrały dwa kolejne modele komputerowe (model w „Nemesis” powstał na podstawie zmodyfikowanych i „dozbrojonych” planów Eavesa). Ponadto na potrzeby sceny kolizji Enterprise z Scimitarem wybudowano fizyczny, większy model przedniego fragmentu spodka.
Model fizyczny ILM został sprzedany na aukcji za 132 tys. dolarów.